# Reinhard Neuner
Reinhard Neuner (Mieming, 4 febbraio 1969) è un allenatore di biathlon ed ex sciatore nordico austriaco attivo sia nello sci di fondo sia nel biathlon.

## Biografia

### Carriera sciistica
In Coppa del Mondo di biathlon ottenne il primo risultato di rilievo il 18 marzo 1993 a Kontiolahti (59°) e l'unica vittoria, nonché unico podio, il 12 gennaio 1997 a Ruhpolding. Dal 2000 si dedicò prevalentemente allo sci di fondo, specialità nella quale fino ad allora aveva gareggiato solo a livello nazionale; in Coppa del Mondo esordì il 3 marzo di quell'anno a Lahti (13°) e ottenne il miglior piazzamento il 9 dicembre 2001 a Cogne (9°).
In carriera prese parte a due edizioni dei Giochi olimpici invernali, Nagano 1998 (gareggiando nel biathlon: 62° nella sprint, 11° nella staffetta) e Salt Lake City 2002 (gareggiando nello sci di fondo: 23° nella sprint), a cinque dei Campionati mondiali di biathlon (8° nella staffetta a Ruhpolding 1996 il miglior piazzamento) e a una dei Campionati mondiali di sci nordico, Val di Fiemme 2003 (40° nella sprint).

### Carriera da allenatore
Dopo il ritiro divenne allenatore dei biatleti nei quadri della nazionale austriaca. In questa veste fu coinvolto nei comportamenti scorretti che portarono allo scandalo doping che travolse la squadra ai Giochi olimpici invernali di Torino 2006 (autoemotrasfusioni organizzate dall'allenatore Walter Mayer su vari biatleti e fondisti) e perciò nel 2007 ricevette una squalifica da parte della Federazione sciistica dell'Austria.
In seguito Neuner passò alla nazionale russa, sempre occupandosi di biathlon.

## Palmarès

### Biathlon

#### Coppa del Mondo
- Miglior piazzamento in classifica generale: 40º nel 1996
- 1 podio (a squadre[1]):
  - 1 vittoria

##### Coppa del Mondo - vittorie
| Data            | Località   | Nazione  | Spec.                                                          |
| --------------- | ---------- | -------- | -------------------------------------------------------------- |
| 12 gennaio 1997 | Ruhpolding | Germania | TM (con Hannes Obererlacher, Wolfgang Perner e Ludwig Gredler) |

Legenda:

TM = gara a squadre

#### Campionati austriaci
- 2 medaglie[3]:
  - 2 argenti (sprint nel 1995; 10 km sprint nel 1999)

### Sci di fondo

#### Coppa del Mondo
- Miglior piazzamento in classifica generale: 74º nel 2002 e nel 2003

#### Campionati austriaci
- 5 medaglie[3]:
  - 3 ori (KO sprint nel 2000; sprint nel 2001; sprint nel 2002)
  - 1 argento (50 km nel 1995)
  - 1 bronzo (sprint nel 2003)